# Брёмзенталер
Брёмзенталер или бремзенталер (нем. Brömsentaler или нем. Bremsentaler) — несколько монетных типов талеров вольного города Любек XVI столетия. Их отличительной чертой являлось изображение одного или двух слепней (нем. Bremsen), откуда они и получили своё название. Эти крупные мухи представляли собой символ рода Брёмзе, к которым относились мэры Любека Николай (ок. 1472—1543) и Дитрих фон Брёмзе (1540—1600).
Первые 3 типа брёмзенталеров выпустили в 1537 году. Общим для них является изображение императора Карла V на реверсе и символов города на аверсе. В круговой надписи аверса и помещены отличительные знаки семьи Брёмзе. Следующие выпуски брёмзенталеров датированы 1594—1599 годами.